# José María Barreda
José María Barreda Fontes (Cidade Real, 14 de fevereiro de 1953) é um político e professor espanhol, membro do Partido Socialista Operário Espanhol. Foi Presidente da Junta de Comunidades de Castela-Mancha entre 1999 e 2004.

## História
Doutor em Geografia e História pela Universidade Complutense de Madrid, com diploma em Filosofia e Letras. O primeiro cargo eletivo de Barreda foi para o conselho municipal de Cidade Real, cargo que ocupou de 1983 a 1987. Durante esse período, foi Secretário da Educação e Cultura do primeiro Governo regional de José Bono. Como secretário, dirigiu a criação da Universidade de Castela-Mancha, lançou a rede regional de bibliotecas, centros culturais, teatros e auditórios, e organizou a reconversão da biblioteca do Alcázar de Toledo.
Em janeiro de 1988, Barreda tornou-se secretário regional de Relações Institucionais, permanecendo à frente da pasta por 4 meses, uma vez que se tornou Vice-Presidente da região em maio do mesmo ano. Ele foi vice-presidente até novembro de 1989, quando as Cortes de Castela-Mancha o nomearam para ser um dos dois representantes da região no Senado espanhol. Ele retornou a Castela-Mancha em junho de 1991, para servir como presidente das Cortes Regionais. Barreda permaneceu no cargo até julho de 1997, quando foi forçado a renunciar após sua nomeação como secretário-geral regional do PSOE. Após as eleições regionais de 1999, Barreda retornou ao seu antigo cargo de vice-presidente da região.
Durante sua vice-presidência, foi um dos promotores do IV Centenário de Dom Quixote, e a comemoração deste evento foi um elemento dinâmico da cultura e do turismo em Castela-Mancha. Já como presidente da região, enviou para as Cortes um projeto de lei para a criação da "Rota de Dom Quixote".
Em abril de 2004, depois de mais de 20 anos como presidente de Castela-Mancha, José Bono foi nomeado Ministro da Defesa no governo de José Luis Rodríguez Zapatero. Barreda substituiu Bono como presidente da comunidade autônoma e foi candidato do seu partido nas eleições regionais de 2007, onde manteve o cargo, embora com maioria reduzida. Durante sua presidência, em 2010, promoveu a criação da Faculdade de Medicina da Universidade de Castela-Mancha em Cidade Real.
Voltou a concorrer como candidato a reeleição nas eleições regionais de 22 de maio de 2011, perdendo para María Dolores de Cospedal, do PP, que obteve a maioria absoluta das Cortes de Castela-Mancha.
Liderou a candidatura do PSOE pela circunscrição de Cidade Real nas eleições gerais de 20 de novembro de 2011 para as Cortes Gerais, obtendo 2 deputados contra 3 para o PP. Em 13 de dezembro de 2011, tomou posse da cadeira de deputado no Congresso dos Deputados. Ocupou o cargo até 2019, quando anunciou sua aposentadoria da política, após discrepâncias que ele manteve publicamente com o Presidente do Governo e Secretário Geral do PSOE, Pedro Sánchez, por causa de seu diálogo com os defensores da independência da Catalunha. Desde então, é professor de história contemporânea na Universidade de Castela-Mancha.